# Anders Herman Bjursten

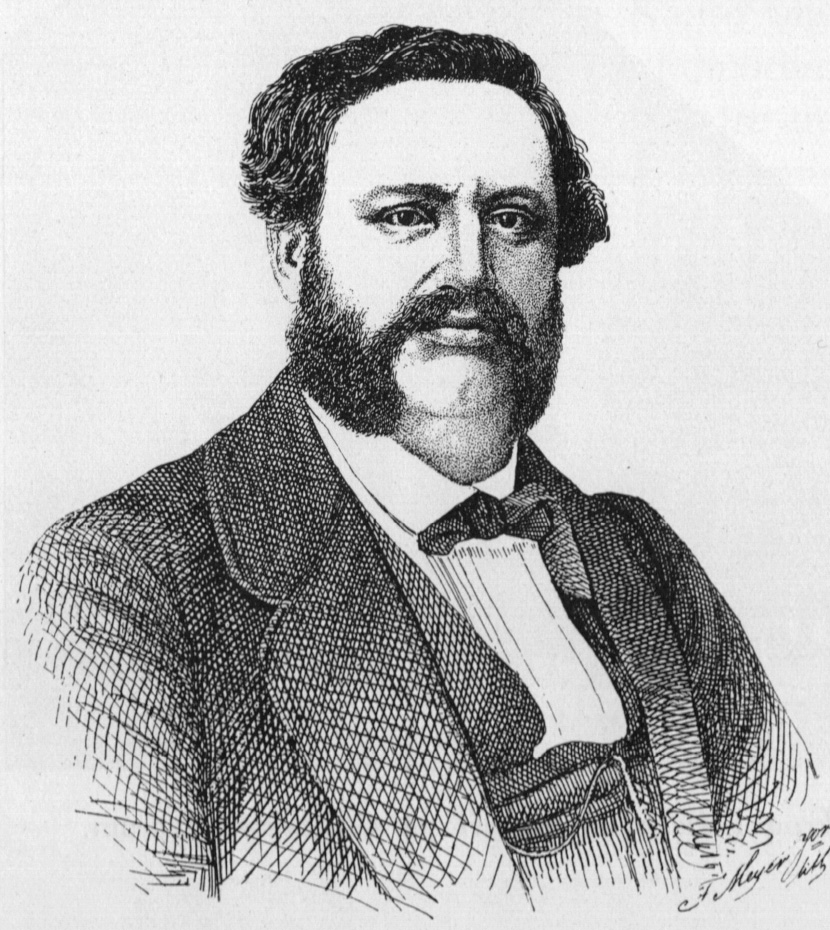
Anders Herman Bjursten. Xylografi.

Anders Herman Bjursten, född 24 mars 1825 i Borås, död 12 november 1866 i Uppsala, var en svensk författare och lärare.

## Biografi
Föräldrar var kyrkoherden i Borås, fältprosten Anders Bjursten och hans hustru Johanna Helena Borgström. Bjursten blev student vid Uppsala universitet 1844, filosofie magister 1851 och utnämndes 1860, efter att ha varit extralärare vid en rad Stockholmsskolor, till lektor i svenska och latinska språken vid Stockholms gymnasium. 
Han försökte redan under studenttiden att bli författare och ägnade, då han var lärare, sina lediga stunder åt olika författarskap. Han medarbetade i flera tidningar, under flera år bland annat i Nya Dagligt Allehanda under pseudonymen Ernst Ludvig och publicerade flera romaner och diktsamlingar. De populära sensationsromanerna gick ut i stora upplagor och översattes även. Bjurstens lyriska verk har betecknats som epigoneri i Esaias Tegnérs och Bernhard von Beskows fotspår med praktfull retorik och bildrikedom. Flera av hans skrifter belönades med Svenska akademiens andra pris. Bjursten skrev även tillfällighetsstycken, recensioner, kåserier, ett flertal läro- och läseböcker, litterärt-polemiska tidningsartiklar, flera översättningar med mera.  
Bjursten begick självmord efter en tids djup depression under ett tillfälligt besök i Uppsala.

### Översättningar
- Horatius Flaccus, Quintus (1860). Bref till Pisonerna om skaldekonsten / öfversättning af Herman Bjursten. Stockholm: Westrell. Libris 2711203
- Schiller, Friedrich von (1862). Don Carlos, infant af Spanien : sorgespel i fem akter / öfversatt af Herman Bjursten. Stockholm: Brudin. Libris 2346984
- Schiller, Friedrich von (1863). Smärre dikter / öfversatta af Herman Bjursten. Stockholm: Norstedt. Libris 1811312